# Hiroši Kijotake
Hiroši Kijotake (japonsky 清武 弘嗣, * 12. listopadu 1989) je japonský fotbalový záložník a reprezentant, od června 2016 hráč španělského klubu Sevilla FC.

## Reprezentační kariéra
S japonskou reprezentací se zúčastnil Mistrovství světa 2014.

## Statistiky
| Japonsko | Japonsko | Japonsko |
| Roky     | Záp.     | Góly     |
| -------- | -------- | -------- |
| 2011     | 5        | 0        |
| 2012     | 7        | 1        |
| 2013     | 11       | 0        |
| 2014     | 3        | 0        |
| 2015     | 7        | 0        |
| 2016     | 9        | 4        |
| 2017     | 1        | 0        |
| Celkem   | 43       | 5        |